# Safari (1956)
Safari is een Britse avonturenfilm uit 1956 onder regie van Terence Young. 

## Verhaal
De miljonair Vincent Brampton en zijn verloofde gaan met een beroepsjager op safari in Oost-Afrika. De jager maakt van de gelegenheid gebruik om de moordenaar van zijn zoon te vinden, die wellicht deel uitmaakt van een gevaarlijke stam.

## Rolverdeling
| Acteur           | Personage        |
| ---------------- | ---------------- |
| Victor Mature    | Ken              |
| Janet Leigh      | Linda            |
| John Justin      | Brian Sinden     |
| Roland Culver    | Vincent Brampton |
| Liam Redmond     | Roy Shaw         |
| Earl Cameron     | Jeroge           |
| Orlando Martins  | Jerusalem        |
| Juma             | Odongo           |
| Lionel Ngakane   | Makora           |
| Harry Quashie    | O'Keefe          |
| Slim Harris      | Rebel            |
| Cy Grant         | Opperhoofd       |
| John Wynn        | Charley          |
| Arthur Lovegrove | Blake            |
| Estelle Brody    | Tante May        |